# Aventurera
Aventurera is een Mexicaanse film uit 1950.

## Verhaal
Elena bleef alleen achter nadat haar moeder ervandoor ging met een andere man en haar eigen vader zelfmoord pleegde. Ze probeerde een nieuw leven op te starten in een andere stad en leerde Lucio kennen. Al snel gaf Elena haar vertrouwen aan Lucio, maar dit bleek hij niet waard te zijn. Tijdens een diner voegde Lucio drugs toe aan de drank van Elena en verkocht haar aan Rosaura, een eigenaar van een nachtclub. Elena wordt een danssensatie in de nachtclub, maar blijft werken aan een wraakplan tegen iedereen die haar in een diepe put wilde werken.

## Rolverdeling
| Acteur        | Personage          |
| ------------- | ------------------ |
| Ninón Sevilla | Elena Tejero       |
| Andrea Palma  | Rosaura de Cervera |
| Rubén Rojo    | Mario Cervera      |
| Tito Junco    | Lucio              |